# Clarinette en métal
Pour les articles homonymes, voir clarinette (homonymie).
La clarinette en métal (ou clarinette métal) est une clarinette dont le corps est en métal. De nombreuses clarinettes soprano en métal ont été construites au début du XXe siècle, notamment pour les besoins des harmonies-fanfares militaires, mais la piètre qualité de certains modèles d'étude et l'avènement de nouveaux matériaux (ABS, Resonite, etc.) ont conduit à l'arrêt de leur fabrication, bien que leur robustesse (absence de fente du bois) et la finesse de l'usinage représentent de véritables avantages. Désormais la clarinette en métal est essentiellement un objet de collection. 
Le métal a été employé pour la fabrication du corps de différents modèles de clarinettes. Ce fut notamment le cas des clarinettes contrebasse et des clarinettes contralto droites et « paperclip » de la maison Georges Leblanc Paris, ou du modèle piccolo en la  de la maison Selmer.

## Histoire
La clarinette en métal apparait probablement en France avant 1817 fabriquée par M. Asté, dit Hallari, sous le nom de Clairon-Métallique et qu'il brevète en 1821.

« Le Clairon-Métallique n’était autre chose qu’une clarinette en cuivre, en tout point semblable aux clarinettes en bois. Le seul avantage qu’on croyait rencontrer dans cette innovation était la solidité de la matière; mais, en revanche, les  sons étaient moins agréables et moins veloutés dans la clarinette en cuivre que dans la clarinette ordinaire. »

— Adolphe Le Doulcet, marquis de Pontécoulant ,  Organographie / Essai sur la facture instrumentale (1861) / tome II / page 130
.
Dès la première moitié du XIXe siècle, la clarinette en métal est présente dans les formations militaires. 

« La Maison Gautrot en exposait, à Londres, en 1862, un type parfaitement réussi. »

— Catalogue Couesnon (1934),
En 1889, le fabricant américain Conn dépose un brevet pour une clarinette en métal à double paroi,, inventée par Agostino Rampone en 1879. La conception à double paroi permet d'obtenir un diamètre extérieur comparable à celui d'une clarinette bois et de stabiliser le diapason en isolant le tube intérieur. 
Les préjugés contre les clarinettes en métal et les difficultés rencontrées pour réparer les clarinettes à double paroi auront raison de cette première génération qui s'éteindra à la fin du XIXe  siècle. Elle sera remplacée par des clarinettes en ébonite. 
La maison Couesnon expose une clarinette double paroi à l'exposition universelle de Paris en 1900.
Vers 1910, Penzel-Mueller à New-York propose une nouvelle clarinette innovante pour l'époque à double paroi en alliage d'argent appelée Clari-Met, qui ne rencontre pas son public notamment à cause de son prix élevé (335 exemplaires produits).
La clarinette en métal renaîtra dans les années 1920 avec le modèle double-paroi Silva-Bet de chez H. Bettoney, qui résout le problème de justesse et de timbre préjudiciable aux modèles simple corps d'alors et satisfait les exigences de qualité sonore des musiciens les moins conservateurs.
Dès lors, de nombreux fabricants américains et européens ont fabriqué des clarinettes soprano en métal pour le marché américain (étudiants, bands...) à plusieurs centaines de milliers d'exemplaires. Le manque de qualité et de justesse de la plupart des modèles d'étude fabriqués en masse a nui à cet instrument. Néanmoins les modèles professionnels rivalisent avec les meilleures clarinettes en ébène de l'époque et les plus réputés sont en métal argenté comme les modèles Silva-Bet, fabriqués par H. Bettoney, et Silver King, fabriqués par H. N. White dans les usines de Cleveland, ainsi que ceux de Selmer, Noblet, Conn et Haynes.
La majorité de la production était des instruments d'étude en si ; les plus réputés sont les modèles Cavalier de C. G. Conn, Gladiator de H. N. White, 3 star de Bettoney, Collegiate de Holton... 
Dans les années 1920, les qualités sonores et de justesse des modèles Silva-Bet leur permettaient d'être joués dans les orchestres symphoniques.
En 1931, l'orchestre de Boston ne renouvelle pas le contrat du clarinettiste Gaston Hamelin, créateur de l'école américaine de la clarinette, car il joue une clarinette en métal Selmer. Par voie de conséquence, la clarinette a été retirée du catalogue Selmer avec la mise en garde qu'elle avait nui au prestige de la marque.
Lors de la Seconde Guerre mondiale, les fabricants d'instruments de musique américains comme C. G. Conn  sont réquisitionnés pour l'effort de guerre et arrêtent leur production. Peu s'en remettront après la guerre.
La plupart des fabrications de ces clarinettes sont arrêtées au début des années 1960. Noblet a arrêté leur fabrication en 1974.
Les clarinettes en métal n'ont pas bénéficié des dernières innovations survenues depuis la deuxième moitié du XXe siècle dans la facture des clarinettes comme la perce conique inversée ou la perce multi-cylindrique.

## Description

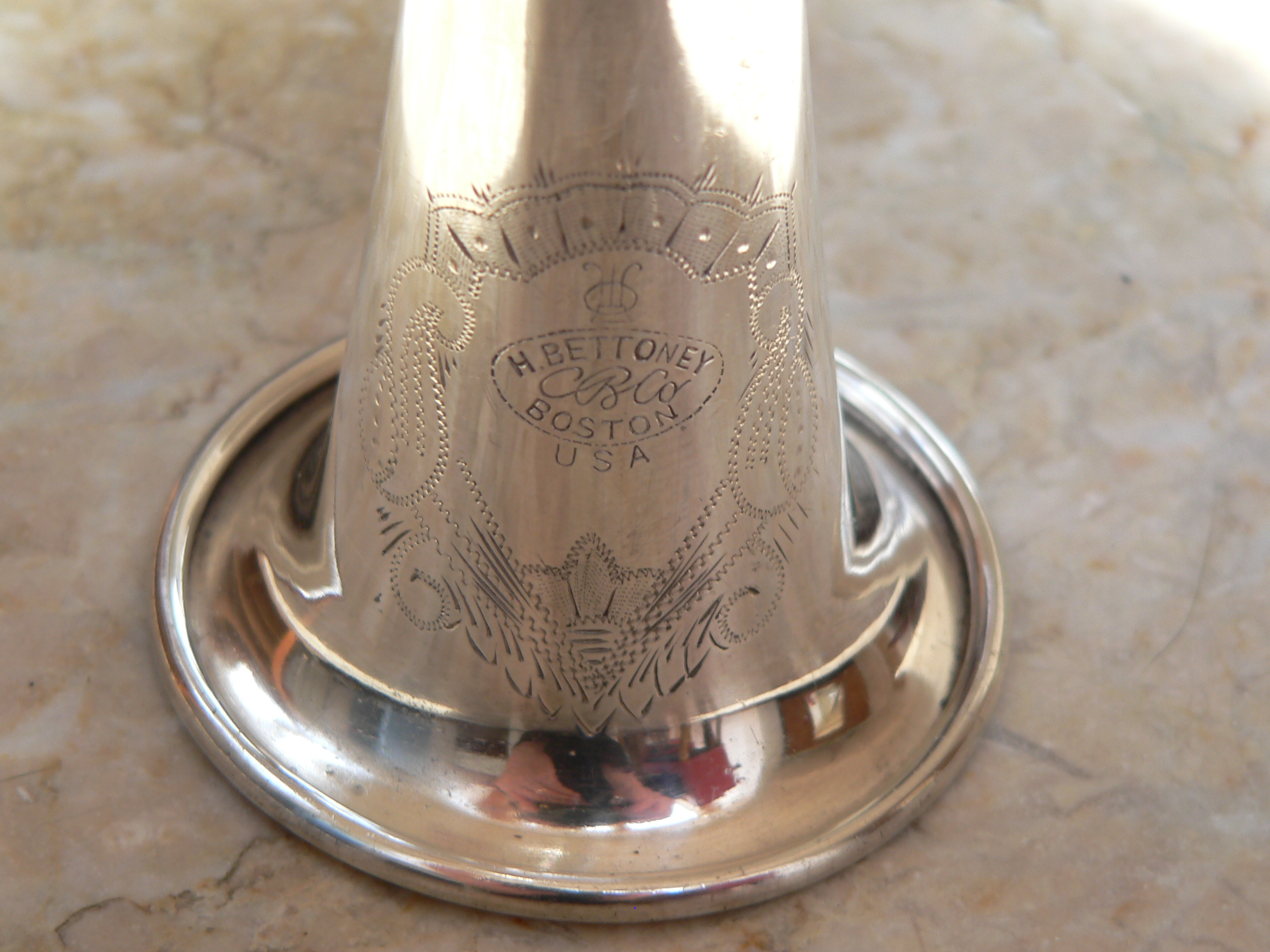
Pavillon ciselé d'un modèle Silva-Bet.

La clarinette soprano en métal est généralement constituée d'un corps en métal en une ou deux parties, le pavillon peut être solidaire (soudé) au corps, d'un barillet et d'un bec. 
Les modèles de fabrication française (Selmer...) sont généralement construites en quatre parties comme les clarinettes en ébène: barillet réglable, corps supérieur, corps inférieur, pavillon.
Leur pavillon est souvent finement ciselée avec le nom du modèle et du fabricant.
Les clarinettes en métal ont été essentiellement fabriquées avec un clétage en système Boehm, ou en système Albert.  Des modèles Full-Boehm ont également été proposés. 
Compte-tenu de l'importante conductibilité thermique du métal, la clarinette en métal est plus sujette à la condensation de l'air expiré que celle en bois, résonite ou plastique par temps froid.

## Modèles particuliers

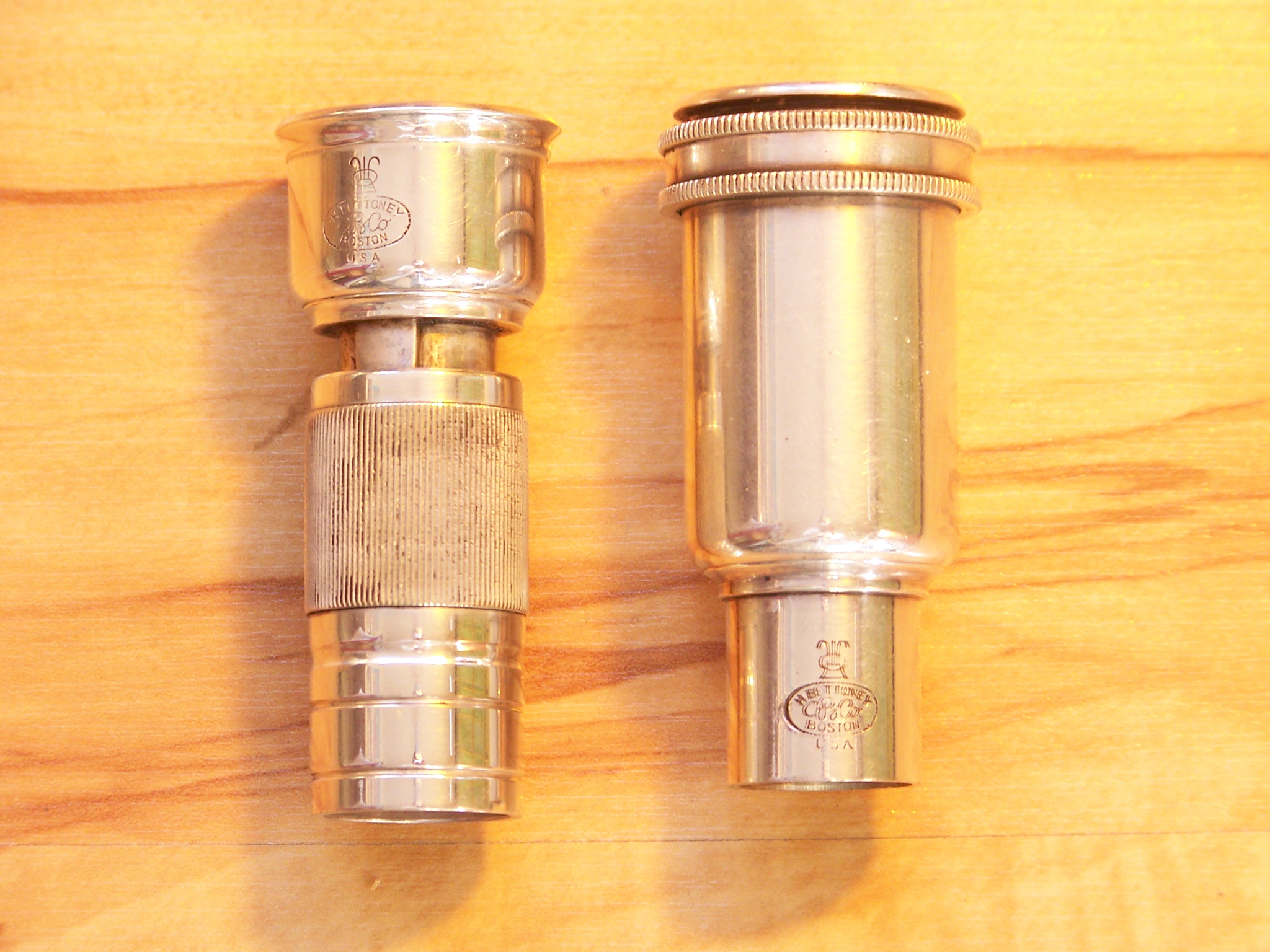
Deux types de barillet réglable d'une clarinette Silva-Bet.

Certains modèles, comme la Silver King, disposent d'un barillet double paroi dévissable, facilitant  l'accord de l'instrument. 
Le modèle Silver Sonic de H. N. White à Cleveland dispose d'un pavillon à double paroi en argent massif doré à l'intérieur.
En 1926, Conn sort des modèles dits armored (renforcés), comme le modèle 424N, constitués d'un corps à double paroi en métal rempli d'ébonite, afin de répondre aux difficultés de réparation en cas de choc. Ces modèles s'avèrent très lourds par rapport aux modèles en bois.

## Acoustique et matériau métal
En première approche (acoustique linéaire), la différence de matériau entre une clarinette en métal et une en bois n'influence pas ou peu la sonorité de l'instrument. C'est essentiellement le soin et la qualité de facture instrumentale, ainsi que les proportions de la perce, l’emplacement et la hauteur des cheminées, qui vont conditionner la qualité sonore de l'instrument (différences entre instruments d'étude et professionnel, homogénéité, intonation stable, justesse dans tous les registres...) dans la mesure où le facteur prend en compte le matériau utilisé pour le corps de l'instrument. En deuxième ordre, d'autres phénomènes physiques vont contribuer au timbre propre de l'instrument (génération d'harmoniques pairs et impairs, partiels inharmoniques, temps d'établissement de l'onde stationnaire dans un tuyau...). La qualité de surface de la perce est primordiale dans la propagation de l'onde sonore.

« L'erreur étant de recopier à l'identique un instrument en bois dans un autre matériau. »

— Ernest Ferron, Clarinette, mon amie (1994)
Les phénomènes psychoacoustiques vis-à-vis du matériau influencent également l'instrumentiste et son jeu.

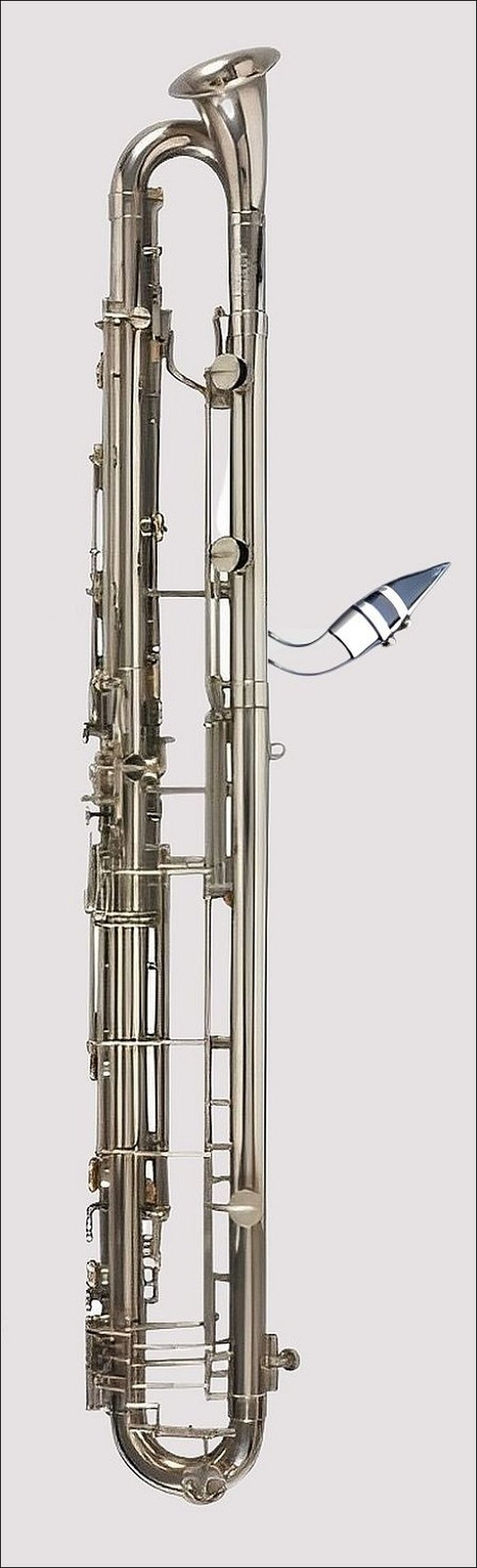
Clarinette contrebasse en métal "Paperclip" (Leblanc).

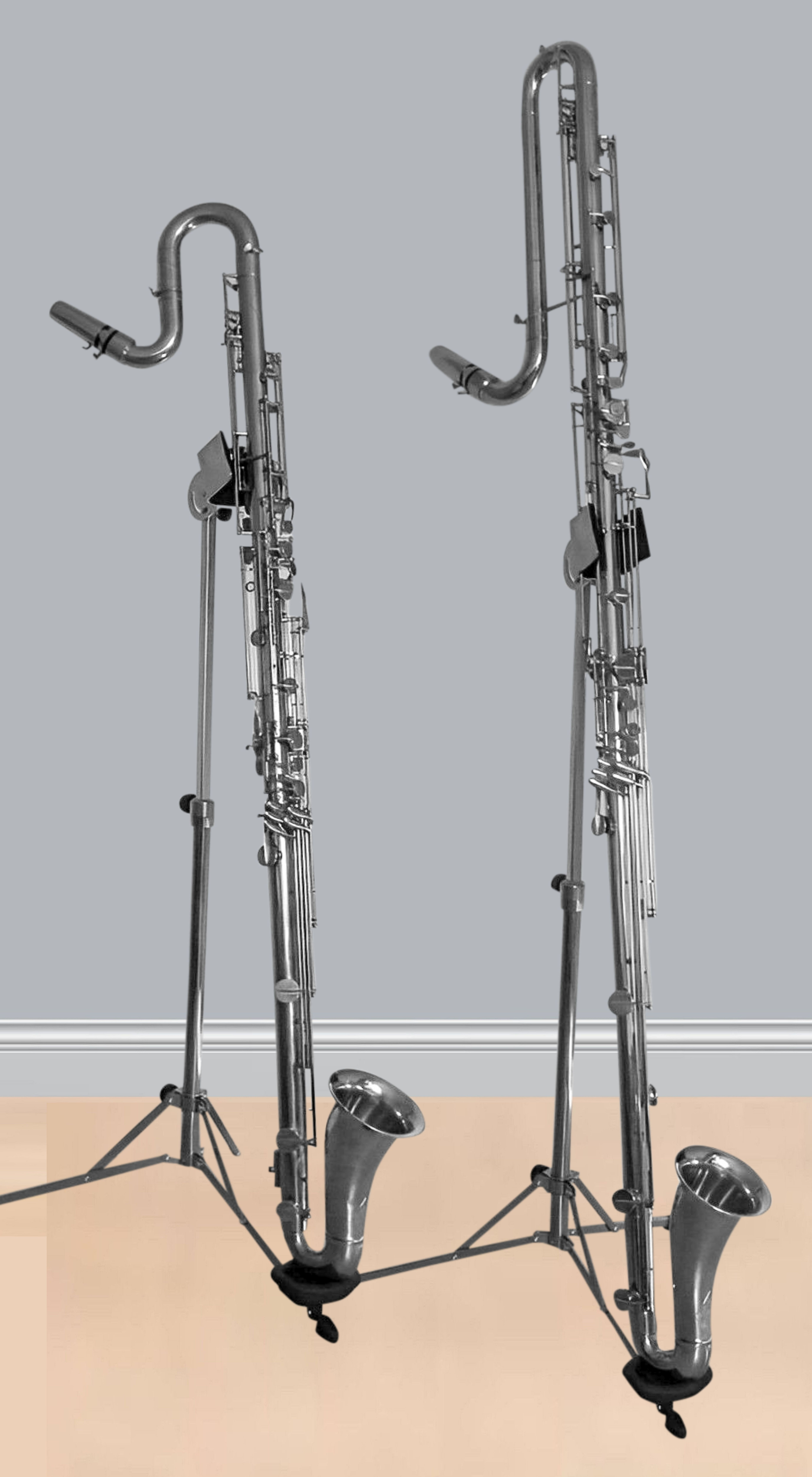
Modèles droits de clarinette contralto et de clarinette contrebasse en métal (Leblanc).

Le compositeur Yann Robin indique avoir choisi volontairement une clarinette contrebasse en métal pour son cycle Art of Metal I, II, III (2007-2008) pour clarinette contrebasse, ensemble et électronique: « Je trouve que la clarinette contrebasse en bois a une plus grande inertie, un son plus rond, plus doux. Je la trouve un peu lourde en général. Alain Billard m’a fait découvrir la clarinette contrebasse métal, qu’il utilisait dans deux pièces, Fragments pour un portrait, de Philippe Manoury, et Bird Concerto de Jonathan Harvey. Il m’a montré les sons qu’on pouvait en tirer, la rapidité avec laquelle il pouvait exécuter des traits. » A la question Cela veut-il dire que dans un pupitre de clarinettes, si on joue tout le spectre, la clarinette contrebasse métal sera toujours un peu au-dessus des autres ?, Alain Billard répond: « Elle sera déjà beaucoup plus puissante, mais elle sera aussi beaucoup plus riche au niveau des partiels, parce qu’ils sortent beaucoup plus facilement sur un millimètre et demi de métal que sur trois millimètres et demi de bois. La grande différence, c’est que le bois met plus de temps à vibrer, mais a un son beaucoup plus « chaleureux ». Or cette pièce est autour du métal. »

## Citations
« Cette clarinette remplacera très certainement dans un temps très rapproché la clarinette en bois. »

— Publicité Selmer pour la clarinette en métal, 1927.

« (La clarinette métal Bettoney est) fabriquée plus précisément et jouée plus facilement que la clarinette en bois »

— Publicité Bettoney

« L'extrême solidité de la clarinette métal en fait l'instrument idéal pour le débutant qui est généralement moins soigneux qu'un professionnel dépendant de son instrument pour vivre» ... «La clarinette métal est en train de remplacer rapidement la clarinette en bois tout comme la flûte en métal a remplacé la flûte en bois et tout comme le hautbois en métal remplacera celui en bois» ... « Ne vous laissez pas influencer par la propagande des manufacturiers étrangers dont l'intérêt est manifestement de vendre des clarinettes en bois» ... « De nombreux tests ont montré qu'il était pratiquement impossible de distinguer le timbre d'une clarinette Collegiate de celui d'une clarinette en bois beaucoup plus chère. »

— Publicité Holton pour la clarinette d'entrée de gamme en métal Collegiate, ca.1930.

## Clarinettiste

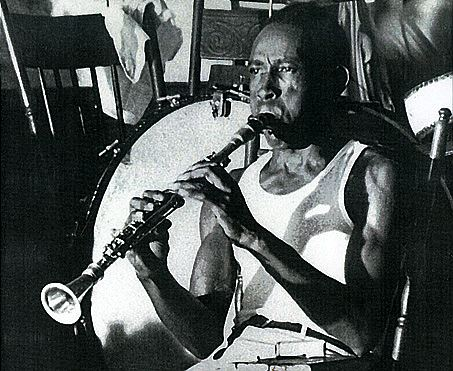
George Lewis jouant sa clarinette métal Pedler - système Albert.

De nombreux clarinettistes de jazz, tels George Lewis, Benny Goodman, Lester Young, Joe Muranyi (en) ont joué avec une clarinette en métal.
George Lewis enregistre le fameux titre Burgundy Street Blues à la Nouvelle-Orléans, en Louisiane, pour le label American Music de Bill Russell (en) en 1944, et entre ainsi dans l'histoire en utilisant une clarinette en métal argentée système Albert, fabriquée par Harry Pedler à Elkhart, Indiana au début des années 1930 et achetée dans le magasin Werleins Music Shop à Canal Street, New Orleans en 1936,.
De nos jours, quelques clarinettistes utilisent toujours une clarinette soprano en métal comme Jean-Pierre Sarzier en musique traditionnelle.
Le compositeur Yann Robin a écrit une série de compositions spécifiquement pour clarinette contrebasse en métal: Art of metal, Art of metal II, Art of metal III.

« Le fil d’Ariane de ce cycle, l’idée conductrice, est une approche métaphorique de ce que peut inspirer le métal, cet alliage souvent synonyme de force, puissance, solidité, énergie, brillance, éclat… »

— Yann Robin

## Principaux facteurs
Il a existé une myriade de petits fabricants et de revendeurs de modèles stencil (plus de 400 marques entre 1926 et 1939) à côté des principaux facteurs.

### France
- Selmer[18] (à partir de 1927)
  - haut de gamme: modèles de grande qualité, en si et en la, en système Boehm, full Boehm et Albert, en 4 parties; considérés comme les meilleurs clarinettes à double paroi en métal jamais produites (perce 15,3 mm).
  - milieu de gamme: sous les marques Geo.M.Bundy et François Barbier;
  - entrée de gamme: sous la marque Raymond (fabriquée par Leblanc);

- Noblet[18] (intégré à la maison Leblanc, à partir de 1924)
  - entrée de gamme: modèles d'étude; ces instruments légers ont souvent été utilisés pour l'initiation des jeunes clarinettistes. Les clarinettes en métal Noblet ont principalement été produites nickelées, plus rarement argentées et exceptionnellement en laiton verni. Elles sont essentiellement réalisées en une seule pièce et un barillet, très rarement en deux parties et un barillet.
- Georges Leblanc Paris
  - voir les grandes clarinettes en métal (droites et paperclip à partir de 1930) basse, contralto et contrebasse, jusqu'à l'octo-contralto et l'octo-contrebasse exposée à New-York en 1939;
- Buffet-Crampon[18]
- Djalma Julliot
- Couesnon: propose des modèles si ou la en simple et double paroi, corps en une ou deux pièces avec en option clé de mi grave et barillet réglable (exposition universelle de Paris en 1900[8], catalogue 1934[5]).
- Triebert (manufacture Gautrot aîné-Durand et Cie): un modèle Gautrot en métal est présenté à l'Exposition de Londres de 1862.
- Robert Siour: Robert Siour dépose en 1928 un brevet en France et au Canada pour un barillet télescopique pour clarinette en métal[23].

### USA

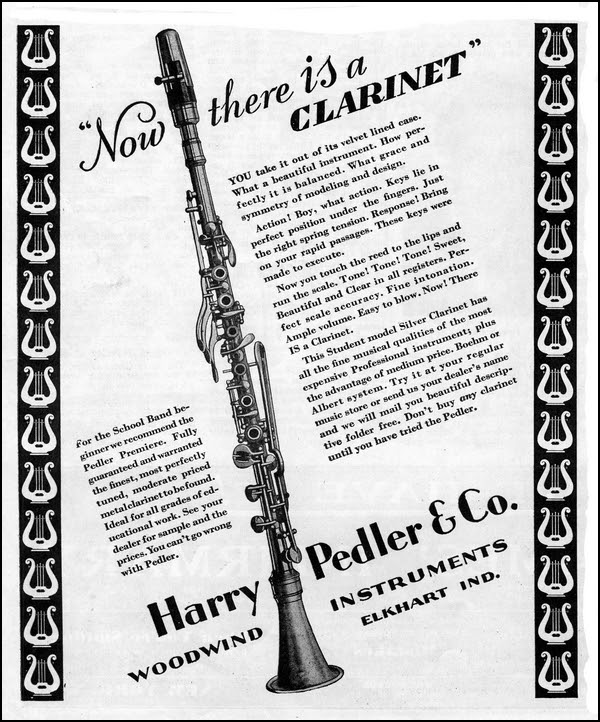
Publicité de clarinette en métal Premiere Harry Pedler.

- H. N. White Company[13],[18] (Cleveland, Ohio): dispose de 3 marques: King, Cleveland et American-Standard.
  - entrée de gamme: Gladiator (de 1940 à 1953),
  - marque King[24]:
    - haut de  gamme: Silver King Silver lined (lancé en 1940, démontable en 4 parties) puis Microsonic renommé en Silversonic après la deuxième guerre mondiale;  modèle US destiné aux fanfares et orchestres de l'armée américaine;

  - marque Cleveland[25] (made by King):
    - milieu de gamme: modèles Cleveland;

  - marque American-Standard (made by King):
    - entrée de gamme: modèles American-Standard;

- Conn (Elkhart, Indiana)[18]:
  - haut de gamme: Conn 514; Conn 524 (modèle à cheminées surbaissées, timbre particulier très prisé en jazz et musiques traditionnelles, intérieur plaqué or, en 4 parties);
  - entrée de gamme: Cavalier; Pan-American (en) (grande variabilité entre les modèles)[26];
- W.H. Cundy - H. Bettoney[18],[note 3],[note 4](Boston, Massachusetts): 
  - Silva-Bet (la référence des années 1920, comparable en qualité sonore à une clarinette en bois);
  - milieu de gamme: Boston wonder (créé en 1927);
  - entrée de gamme: three star (modèle d'étude, très copié);
- Pedler[18] (Elkhart, Indiana):
  - haut de gamme: rares modèles professionnels (???, début des années 1930);
  - entrée de gamme:  modèle d'étude de qualité très moyenne;
  - premières clarinettes basses en métal américaines;
- Buescher Band Instrument Company[18]: 
  - haut de gamme: 710 (Albert), 730 (true tone, professionnelle, pavillon dévissable) et 740 (Boehm)
- Penzel-Mueller[27] (New-York):
  - Penzel-Mueller conçut en 1910 un modèle à double paroi, dénommé CLARI-MET;
- Holton[18] (Elkhorn, Wisconsin):
  - entrée de gamme: Collegiate (divers modèles d'étude);
- Haynes:
  - Les "thermoclarinets", brevetés par Haynes en 1929, ont une construction à double paroi qui permet au musicien d'amener rapidement et silencieusement l'ensemble de l'instrument à une température uniforme en expirant de l'air chaud dans la cavité entre les parois[28],[29].

### Italie
- Orsi
  - entrée de gamme: modèles d'étude de mauvaise qualité
- Rampone (Milan)

### Angleterre
- Boosey & Hawkes (Londres)

### Allemagne
- Moennig Bros : modèle Artist. Moennig Bros a également réalisé des hautbois en métal.
- Hueller (ou Gottlob Herman Hüller) (Schöneck)

### Tchécoslovaquie / Bohême
- Kohlert (Kraslice)
  - Kohlert a également fabriqué des modèles alto;